# Гилемханов, Дамир Рашидович
Дамир Рашидович Гилемханов (тат. Дамир Рашид улы Гилемханов; 21 сентября 1999, Казань, Республика Татарстан, Россия — 7 марта 2022, Золотое, Северодонецкий район, Луганская область, Украина) — российский военнослужащий, гвардии ефрейтор. Участник вторжения России на территорию Украины. Герой Российской Федерации (2022, посмертно).

## Биография
Дамир Рашидович Гилемханов родился 21 сентября 1999 года в Казани. Мать — Ленария, повар; отец — Рашид, полицейский, служил в МВД по Республике Татарстан. Есть старшая сестра — Рузиля.
В 2015 году окончил девять классов средней школы № 42 в Приволжском районе. В том же году поступил в Казанский политехнический колледж, который окончил в 2019 году по специальности «монтаж и эксплуатация внутренних сантехнических устройств, кондиционирования воздуха и вентиляции».
В 2019 году призван в российскую армию на срочную службу, после окончания которой перешёл на контракт. Сначала служил на Дальнем Востоке, в Хабаровске, затем — в Ростовской области. Имел звание ефрейтора. В дальнейшем хотел поступить на учёбу в Казанское танковое училище. В феврале 2022 года был направлен в Миллерово, откуда принял участие в российском вторжении на территорию Украины. Незадолго до начала боевых действий приезжал в отпуск домой, а в последний раз звонил родным в начале марта.
Согласно заявлениям российского военного командования и официальных лиц, Гилемханов был механиком-водителем танка Т-72Б1 под командованием Дамира Исламова и с Иваном Цевуном в качестве наводчика. 7 марта 2022 года Т-72Б1 в составе бронегруппы участвовал в штурме укрепрайона в районе города Золотое Северодонецкого района Украины. Российские власти утверждают, что экипажем Исламова были подбиты четыре танка, уничтожена долговременная огневая точка, а также убито «до 10 человек» украинских военнослужащих. При этом, по их словам, в ходе боя танк был подожжён «коктейлем Молотова», однако экипаж потушил огонь и вернулся на позицию. В итоге, российский танк был подбит пятым украинским танком, а Гилемханов, Исламов и Цевун — погибли.

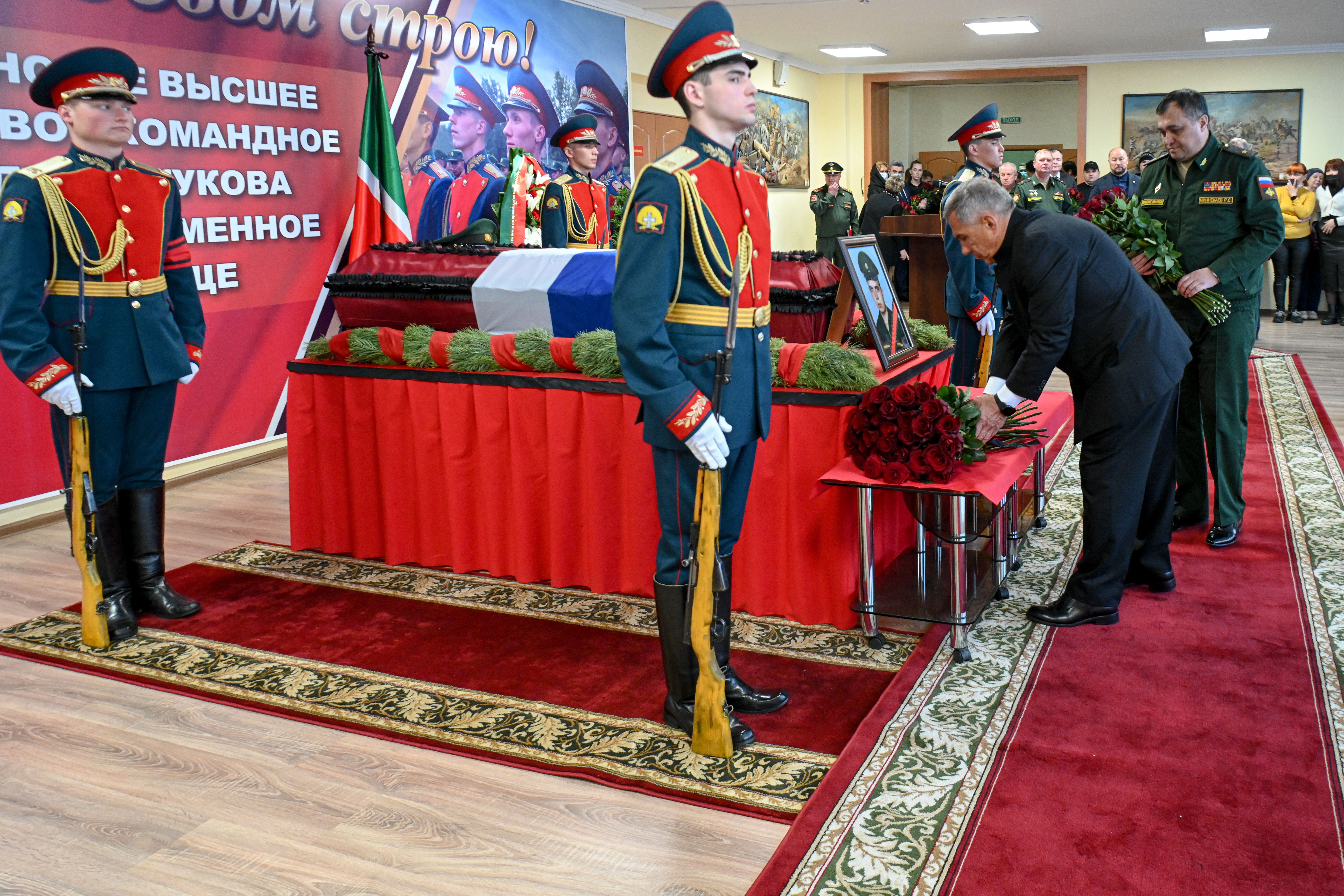
Прощание с Гилемхановым

Гилемханову и Исламову посмертно было присвоено звание «Героя России». Гилемханову было 22 года; он не был женат, детей не имел. Смерть Гилемханова была официально подтверждена только 15 апреля. В тот же день церемония прощания с ним прошла в клубе Казанского танкового училища, несмотря на то, что Гилемханов там не учился.
Свои соболезнования по поводу смерти Гилемханова выразил на церемонии президент Республики Татарстан Р. Н. Минниханов. Похоронен был Гилемханов с воинскими почестями на кладбище «Курган».

## Награды

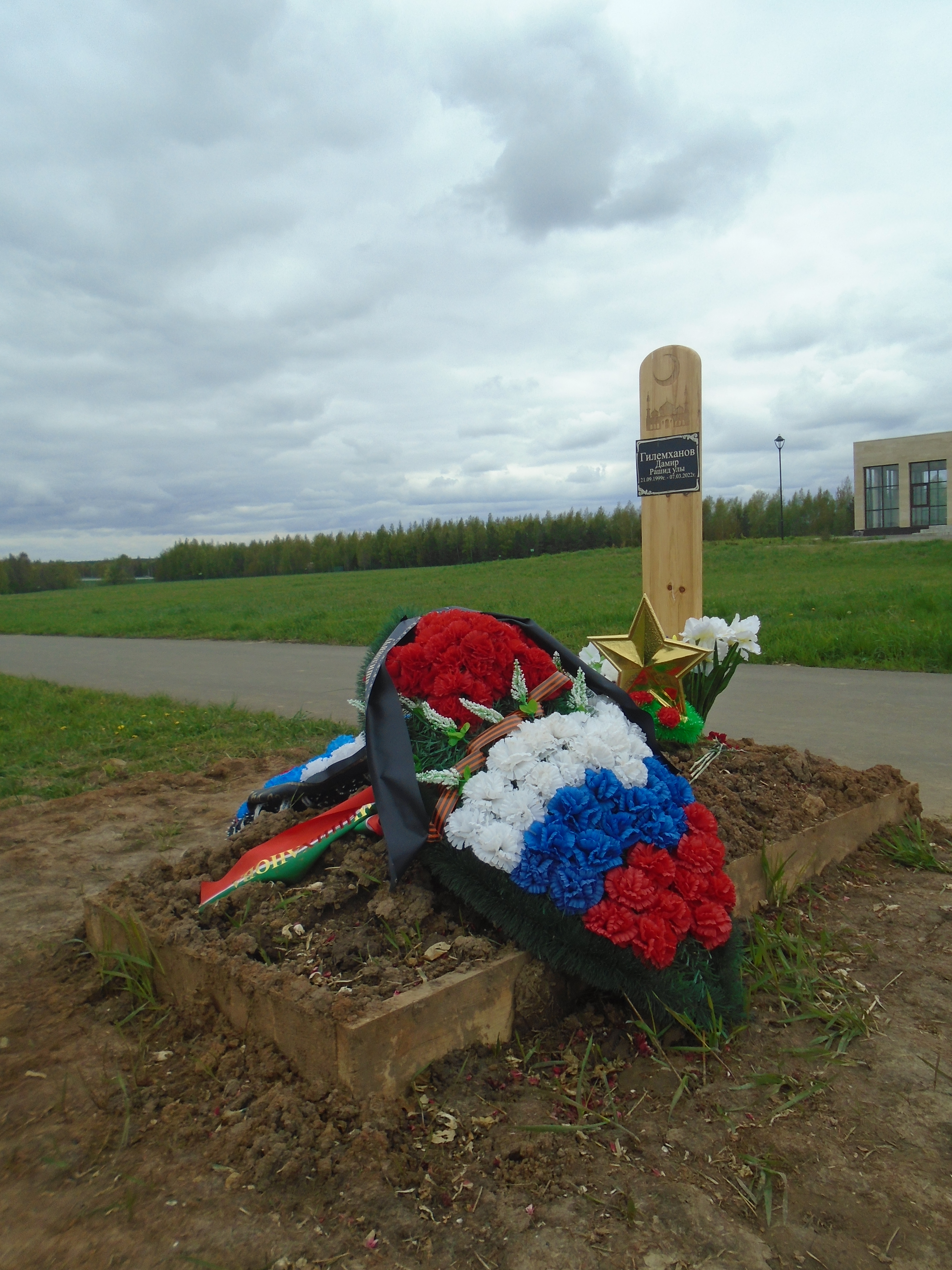
Могила Гилемханова

- Звание «Герой Российской Федерации» с удостаиванием медали «Золотая звезда» (посмертно, 25 марта 2022 года, указом президента Российской Федерации № 151) — за мужество и отвагу, проявленные при исполнении воинского долга[13][15]. Награда передана родным Гилемханова на церемонии прощания заместителем командующего войсками Центрального военного округа генерал-майором Р. С. Миннекаевым[16][17]. Гилемханов стал вторым уроженцем Республики Татарстан, удостоенным этой награды за время вторжения на Украину, после Д. Н. Исламова[18].

## Память
В 2022 году на одном из домов в Казани появился мурал с портретом Гилемханова, а школе № 42 присвоено его имя «в целях увековечения памяти Героя России».
В 2025 году около школы № 42 установили бюст в честь Дамира Гилемханова.